# 42 (número)

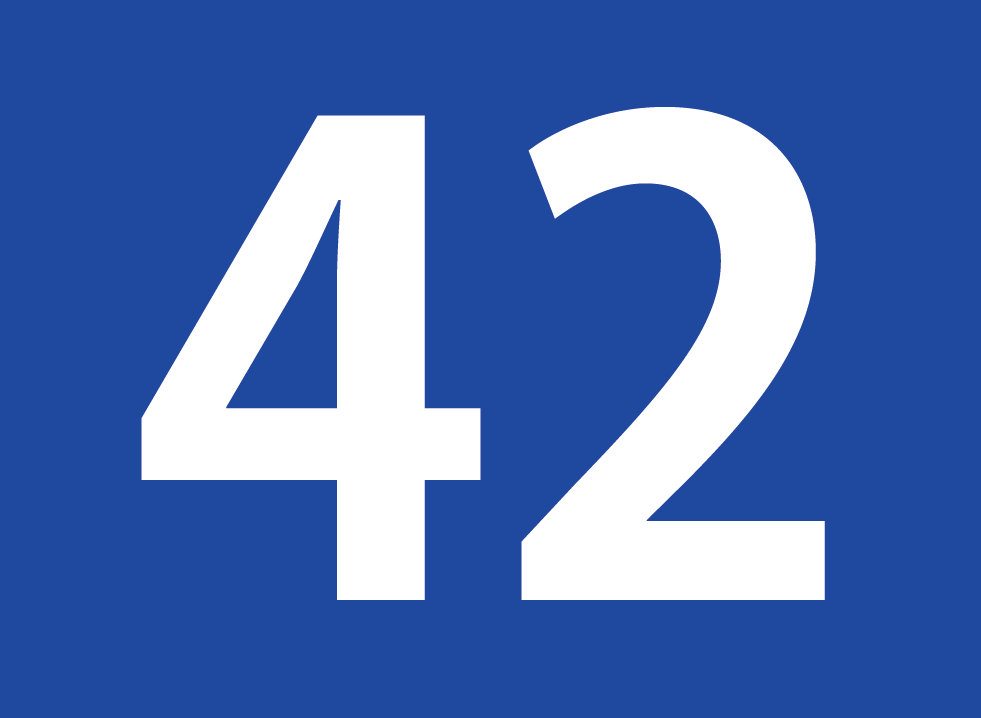
Número 42

42 é o número natural posterior de 41 e anterior de 43 

## Propriedades do número 42
Fatoração: 2×3×7
Ele possui 8 divisores, sendo eles: 1, 2, 3, 6, 7, 14, 21 e 42.
42 é um número de Catalan.
42 é o segundo número livre de quadrados a ter 8 divisores (o primeiro é 30).
42 é um número abundante, porque a soma de seus divisores é igual a 54>42.
42 é um número oblongo, por corresponder à fórmula: n×(n+1).

## Cultura popular
O número 42 aparece na franquia O Guia do Mochileiro das Galáxias como "a resposta para a vida, o universo e tudo mais", e ganhou relevância entre os fãs e comunidade geek/nerd em geral.
42 é o nome de uma música do Coldplay, do álbum Viva la Vida or Death and All His Friends.